# Lijst van spelers van Oud-Heverlee Leuven
Deze lijst omvat voetballers die bij Oud-Heverlee Leuven spelen of gespeeld hebben. De spelers zijn gerangschikt volgens alfabet. Wanneer een speler gehuurd werd staat dit aangeduid met een asterisk achter het desbetreffende jaartal.

## A
- Yannick Aguemon (2017-...)
- Mazin Al-Huthayfi (2013*)
- Arthur Allemeersch (2019-...)
- Musa Al-Taamari (2020-...)
- Patrick Amoah (2011-2012)
- Maxime Annys (2009-2012)
- Samuel Asamoah (2015-2016)
- Isaac Asante (2020-...)
- Thomas Azevedo (2011-2018)

## B
- Ezechiel Banzuzi (2023-2025)
- Mamadou Bagayoko (2017-2018)
- Sophiane Baghdad (2007-2008)
- Logan Bailly (2012-2015)
- Ivan Bandalovski (2013-2014)
- Wout Bastiaens (2012-2014)
- Thierry Bayock (2005-2006)
- Pieter Beckers (2009-2011)
- Omar Belbachir (2005-2007)
- Geert Berben (2017-2018)
- Thierry Berghmans (2003-2007)
- Barnabás Bese (2020-...)
- Cédric Bétrémieux (2009-2010*)
- Gregory Bilstein (2005-2006)
- Sandro Bloudek (2010-2011)
- Frederik Boi (2011-2013)
- Tristan Borges (2020-...)
- Axel Bossekota (2008-2009)
- Jeremy Bossekota (2008-2009)
- John Bostock (2014-2016)
- Mehdi Bounou (2016-2017)
- Govert Boyen (2001-2002, 2007-2009)
- Simon Bracke (2011-2016)
- Loris Brogno (2012-2013)
- Toni Brogno (2006-2008)
- Yohan Brouckaert (2014-2016)
- Cédric Buekers (2013-2015)
- Ludovic Buysens (2012-2014)
- Kaya Buyuk (2006-2007)

## C
- Jean Calvé (2015-2016)
- Daniel Calvo (2009-2010)
- Esteban Casagolda (2016-2019)
- Alessandro Cerigioni (2013-2016)
- Ian Claes (2002-2003*)
- Geert Coninx (2005-2007)
- Dion Cools (2014-2015)
- Copa (2017-2019)
- Yohan Croizet (2014-2016, 2020-...)
- Jordy Croux (2014*)

## D
- Dimitri Daeseleire (2017-2019)
- Sander Debroux (2001-2004, 2009-2010)
- Jonathan De Falco (2004-2007)
- Joren Dehond (2011-2014)
- Radek Dejmek (2011-2012*)
- Nicolas Delporte (2014-2017)
- Mark De Man (2011*)
- Joeri Dequevy (2018-2019)
- Jonas De Roeck (2012-2013)
- Fred Desomberg (2006-2012)
- Cyriel Dessers (2013-2014)
- Nathan de Medina (2017*)
- Casper De Norre (2020-...*)
- Emmerik De Vriese (2011-2013)
- Frederik De Winne (2008-2009)
- Christophe Diandy (2011-2012*)
- Simon Diedhiou (2017-2019)
- Gert Doumen (2007)
- Steve Dugardein (2008-2009)
- Cédric D'Ulivo (2016-2017)
- Frédéric Duplus (2018-...)

## E
- Osahon Eboigbe (2008-2010*)
- Vincent Ehouman (2008-2009)
- Charni Ekangamene (2016*)
- Najib El Abbadi (2005-2006)
- Soufiane El Banouhi (2016-2017)
- Josh Eppiah (2020-...*)
- Yannick Euvrard (2010-2011)

## F
- Clément Fabre (2017-2019)
- Issam Fariat (2009-2010)
- Giovanni Fedorow (2007)
- Gregory Ferreira Lino (2009-2010)
- Stijn Francis (2005-2008)

## G
- Malick Gayé (2009-2010)
- Lionel Gendarme (2011-2012)
- Karel Geraerts (2011-2014)
- Jo Gilis (2018-...)
- Jordy Gillekens (2017-...)
- Nick Gillekens (2015-2019)
- Stefán Gíslason (2012-2014)
- Julien Gorius (2017-2019)
- Sammy Greven (2005-2008)

## H
- Romain Haghedooren (2007-2008*)
- Zainoul Haïdara (2013-2014)
- Hamdi Harbaoui (2010-2011)
- Nicky Hayen (2010-2012)
- Sam Hendriks (2018-2020)
- Laurent Henkinet (2017-2020)
- Thomas Henry (2019-...)
- George Hirst (2018-2019)
- Siebe Horemans (2017*)
- Tuur Houben (2015-2016)
- Kenneth Houdret  (2015-2017)
- Niels Houman (2009)
- David Hubert (2017-...)

## I
- Oleksandr Iakovenko (2012*)
- Ibou (2012-2014)
- Abdul-Yakuni Iddi (2014-2015)
- Daniel Iversen (2020-...*)

## J
- Dries Jacquemyn (2004-2005*)
- Kevin Janssens (2006-2009)
- Ivica Jarakovic (2008-2010)
- Václav Jemelka (2020-...*)

## K
- Thomas Kaminski (2011-2012)
- Kanu (2016)
- Bartosz Kapustka (2018-2019*)
- Ovidy Karuru (2012-2014)
- Darren Keet (2019-2020)
- Samy Kehli (2018-...)
- Aboubakar Keita (2019*, 2019-...)
- Redouane Kerrouche (2018-2019)
- Jonathan Kindermans (2016-2017)
- Fazlı Kocabaş (2016-2017)
- Jovan Kostovski (2013-2019)
- Sascha Kotysch (2019-...)
- Adam Kovacs (2010-2011)

## L
- James Lahousse (2007-2009)
- David Lambrechts (2005-2006)
- Emmanuel Lanvu (2004-2006)
- Yves Lenaerts (2010-2016)
- Flavien Le Postollec (2014-2018)
- Jarno Libert (2017-2019)
- Stallone Limbombe (2020-...)
- Arnaud Lisembart (2006)
- Yannick Loemba (2016-2017*)
- Jordy Lokando (2015-2018)
- Olivier Lusamba (2015)

## M
- Mathieu Maertens (2017-...)
- Wouter Maes (2002-2006)
- Douglas Maia (2013-2014)
- Kristiyan Malinov (2020-...)
- Thomas Matton (2007-2008)
- Yannis Mbombo (2019-2020)
- Nicky Melkert (2007-2008)
- Xavier Mercier (2019-...)
- Jenthe Mertens (2017-2019)
- Mohamed Messoudi (2013-2014)
- Tomislav Mikulic (2013)
- Pieterjan Monteyne (2015-2017)
- Patrick Monziba (2002-2004)
- Elliott Moore (2017-2019*)
- Bernard Morreel (2004-2006)
- Boy-Boy Mosia (2006-2008)
- Olivier Myny (2018-...)

## N
- Floribert N'Galula (2011-2012)
- Pierre-Yves Ngawa (2015-2017, 2019-...)
- Evariste Ngolok (2012-2014)
- Geoffrey Nijs (2002-2006)
- Leo Njengo (2017-2019)
- Ugo Nwadikwa (2005-2009)
- Pieter Nys (2010-2012)

## O
- Denis Odoi (2006-2009)
- Derick Ogbu (2011-2013)
- Marvin Ogunjimi (2013-2014*)
- Kim Ojo (2015-2016)
- Azubuike Oliseh (2009-2010)
- Fabrice Omonga (2007*, 2007-2008)
- Davis Opoku (2024-...)
- Jonah Osabutey (2020-...*)
- Dylan Ouédraogo (2019-...)

## P
- Antoine Palate (2011-2013)
- Robin Peeters (2016-2017)
- Jérémy Perbet (2019-2020*, 2020-...)
- Koen Persoons (2017-2019)
- Tom Pettersson (2013-2014*)
- Christian Pouga (2012-2013)

## R
- Toon Raemaekers (2020-...)
- Jurgen Raeymaeckers (2007-2008)
- Wim Raymaekers (2010-2014)
- Romero Regales (2015-2016)
- Jordan Remacle (2010-2012, 2015-2016)
- Samuel Remy (2005-2007)
- Romain Reynaud (2014-2017)
- Rudy Riou (2015-2016)
- Robson (2012-2014)
- Kevin Roelandts (2010-2012)
- Rafael Romo (2020-...)
- Giuseppe Rossini (2015)
- Konstantinos Rougkalas (2015-2016)
- Jonathan Ruttens (2007-2011)
- Bjorn Ruytinx (2004-2014)

## S
- Bassalia Sakanoko (2009-2010)
- Ibrahim Salou (2012)
- Christophe Sauveur (2005-2006)
- Nadir Sbaa (2006-2007)
- Devy Scattone (2006*)
- Grégory Scattone (2003-2006)
- Wouter Scheelen (2010-2011*)
- Lucas Schoofs (2017*)
- Tail Schoonjans (2005-2012)
- Nils Schouterden (2007-2009)
- Kenneth Schuermans (2017-...)
- Gil Servaes (2009)
- Kevin Serville (2006-2008)
- Jeroen Simaeys (2003-2005, 2016-2017)
- Tim Smolders (2001-2003)
- Ibrahim Somé (2014-2015)
- Kamal Sowah (2018-...*)
- Kevin Spreutels (2005-2006)
- Jeroen Steenwegen (2005-2007)
- François Sterchele (2005-2006)
- Frédéric Stilmant (2006-2007)
- Nikola Storm (2017-2018*)
- Ram Strauss (2016)
- Kevin Stuckens (2000-2003)
- Muhamed Subasic (2013-2014*)
- Din Sula (2015-2018)

## T
- Serge Tabekou (2016-2017*)
- Kevin Tapoko (2015)
- Kawin Thamsatchanan (2018-...)
- Antoine Themelin (2007-2011)
- Kenny Thompson (2012-2015)
- Ahmed Touba (2018-2019*)
- Matthias Trenson (2014-2015)
- Leandro Trossard (2015-2016*)
- Derrick Tshimanga (2017-...)
- Milan Tučić (2019-...)

## U
- Slobodan Urošević (2015-2016*)

## V
- Daan Vaesen (2009-2010*)
- Gunther Vanaudenaerde (2012-2014)
- Jan Van den Bergh (2020*)
- David Vandenbroeck (2014-2015)
- Sven Vandeput (1999-2004)
- Frédéric Vanderbiest (2008-2009*)
- Cedric Van Der Elst (2004-2005)
- Lukas Van Eenoo (2014*)
- Kenneth Van Goethem (2010-2016)
- Mike Vanhamel (2006-2007)
- Kenny Van Hoevelen (2014-2016)
- Tom Van Hyfte (2019-...)
- Jellert Van Landschoot (2018-2019*)
- Jente Van Ongeval (2009-2010)
- Lander Van Steenbrugghe (2008-2010)
- Joeri Vastmans (2005-2012)
- Daan Vekemans (2018-...)
- Christopher Verbist (2012-2013)
- Vincent Vergauwen (2009-2010)
- Raf Verhamme (2009-2012)
- Simon Vermeiren (2009-2012)
- Jorn Vermeulen (2011-2013)
- Toon Vervoort (2008*)
- Thibault Vlietinck (2020-...*)
- Oleksandr Volovyk (2015-2016*)

## W
- Tony Watt (2017-2018)
- Koen Weuts (2009-2013)
- Kurt Weuts (2009-2011*)
- David Wijns (2013-2015)

## Y
- Ben Yagan (2012-2015)

## Z
- Yedi Zahiri (2008-2009)